# 弗里德里希·威廉 (霍亨索伦)
霍亨索伦亲王弗里德里希（1924年2月3日—2010年9月16日），出生于乌姆基希，是霍亨索伦-锡格马林根王朝的首領。